# قصة حب طوكيو
قصة حب طوكيو (باليابانية: 東京ラブストーリー) مانغا يابانية من تأليف فومي سايمون. اقتبست إلى مسلسل تلفزيوني من 11 حلقة من بطولة أودا يوجي في عام 1991، وعرض على قناة تلفزيون فوجي.

## القصة
ينتقل (ناغاو كانجي) إلى طوكيو أول مرة للعمل، تساوره بعض المخاوف في البداية لكن زميلته في العمل (أكانا ريكا) تساعده وتشجعه باستمرار. هذه الأخيرة تقع في حبه ولكنها تتسم بالاندفاع والجرأة، وحبها شكل عبئا على (كانجي) الذي كان لديه حب قديم من الثانوية، تجاه فتاةٍ تختلف كليًّا عن (ريكا)، والتي يجتمع شمله بها بعد فراق 5 سنوات.